# 奧萊克西
奧萊克西（羅馬化：Oleksii，發音：[olekˈs⁽ʲ⁾ij] ⓘ），又譯阿列克西或奧列克西，港譯奧力斯，是源自古希腊语的乌克兰男性名字。

## 人物
- 阿列克西·卡西亚诺夫（1985年—），烏克蘭男子田徑運動員
- 阿列克謝·科瓦廖夫（1989年–2022年），烏克蘭政治人物
- 阿列克西·普雷格罗夫（1987年—），烏克蘭跳水運動員，2008年奧運獎牌得主
- 阿列克西·谢列达（2005年—），烏克蘭跳水運動員
- 奧萊克西·扎里茨基（烏克蘭語：Олексій (Зарицький)）（1912年—1963年），烏克蘭希臘天主教會神父

## 備注
1. ↑  其他羅馬化亦作Oleksiy[7]或Oleksiĭ[8]
2. ↑  參見“奧力斯·舒利亞高正”（奧列克西·施利亞科京之港譯）